# Одесская эвакуация (1919)

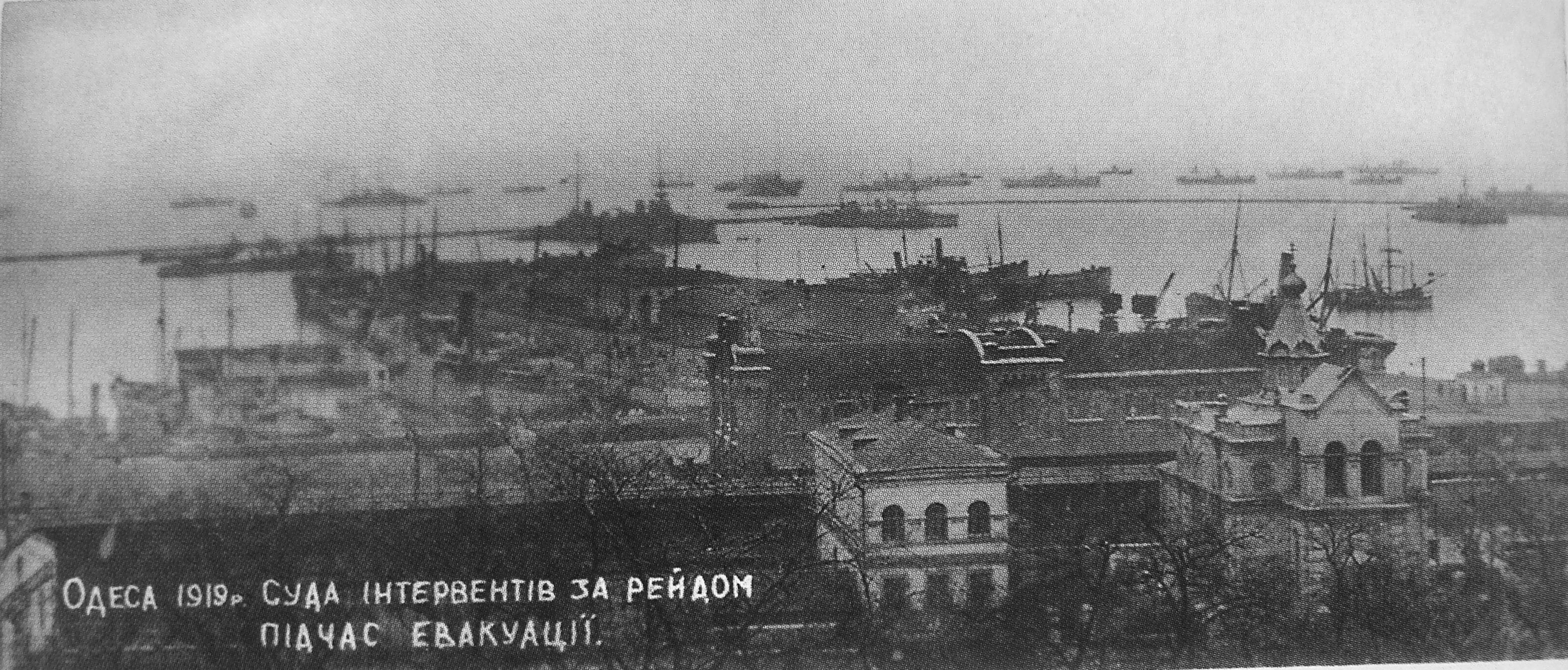
Суда на рейде и в Одесском порту в дни эвакуации

«Планъ города Одессы» в 1919 году

Оде́сская эвакуа́ция 4—7 апреля 1919 года — катастрофическое для белых событие Гражданской войны в России, связанное с эвакуацией в первую неделю апреля 1919 года морем из Одессы воинских контингентов, вооружений, боеприпасов и другого материального имущества войск Антанты, местной администрации и гражданского населения, не пожелавшего оставаться на занимаемой Красной армией территориях. Официально эвакуация была объявлена вечером 2 апреля 1919 года и должна была произойти в «48 часов».
Историки и наблюдатели считают, что для такой молниеносной эвакуации не было никаких причин. Существуют различные версии о мотивах, побудивших французское командование объявить столь поспешную эвакуацию. Хотя детали и механизм принятия решения историкам до сих пор не известны, однако несомненно, что эвакуация произошла из-за политического решения Французского правительства свернуть военную интервенцию в бывшей Российской империи.
В результате эвакуации Одесса, город с 600-тысячным населением, который защищали воинские контингенты Антанты и их союзников числом до двадцати пяти тысяч бойцов, была занята иррегулярными формированиями атамана Григорьева, чья численность едва ли достигала шести тысяч. Победителям достались крупные трофеи. Престижу Франции в регионе, равно как и идее прямого вооружённого вмешательства Антанты в конфликты на территории бывшей Российской империи, был нанесён существенный урон.

## Предыстория

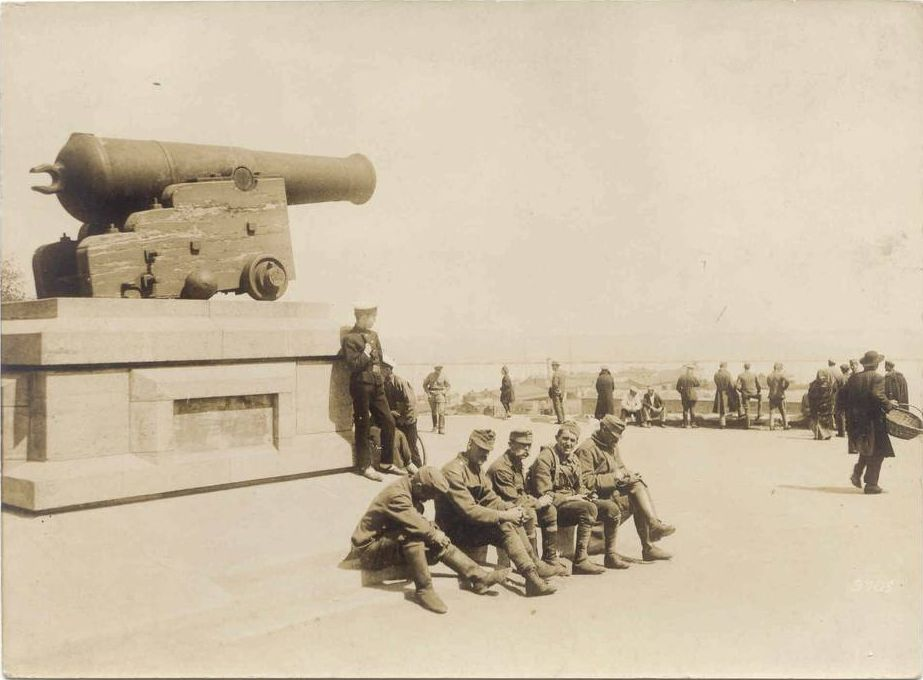
Оккупация Одессы войсками Австро-Венгерской империи. Военнослужащие отдыхают у трофейной пушки. Лето 1918 года

Ещё 23 декабря 1917 года, когда для руководителей Антанты стало очевидно, что Русская армия полностью утратила боеспособность, а большевистское правительство заключило перемирие на Восточном фронте, в Париже между Великобританией и Францией было принято решение о всесторонней помощи тем силам на территории бывшей Российской империи, которые выступали за продолжение войны с Центральными державами и о разделении «сфер ответственности и действий» на территории России с целью продолжения войны. По этому соглашению в бассейне Чёрного моря Великобритания брала ответственность за Кавказ, Кубань и Дон (регион к востоку от Чёрного моря, для изоляции союзника Германии — Турции), а Франция — за Крым, Украину и Бессарабию (регион к северу от Чёрного моря, для противодействия Центральным державам и их местным союзникам). В это же время на Дону зародилась Добровольческая армия — одна из первых сил, оказавших вооружённое сопротивление большевизму в Европейской России.
Заключение Брестского мира со стороны УНР привело к оккупации всей Украины и Крыма Германией и Австро-Венгрией весной 1918 года. В октябре 1918 года, ещё до того, как Центральные державы потерпели окончательное поражение в Первой мировой войне, Великобритания и Франция приняли решение начать наступление из Румынии на Украину в рамках продолжения военных действий против Центральных держав — 27 октября 1918 года премьер-министр Франции Ж. Клемансо отдал соответствующее распоряжение Главнокомандующему союзных армий на Ближнем Востоке генералу Л. Франше д’Эспере. Однако после произошедшей вскоре капитуляции Австро-Венгерской и Германской армий цели планируемой интервенции в Россию поменялись — этими территориями было решено овладеть с целью не допустить большевистской оккупации и установления советской власти в регионе ввиду вывода из них воинских контингентов Центральных держав.
В действиях Франции в регионе существенное место занимали геополитические и экономические мотивы: конкуренция с Великобританией за влияние в Восточной Европе, а также факт того, что Советское правительство объявило об отказе отвечать по долговым обязательствам предыдущих правительств России — Франция являлась крупнейшим иностранным кредитором Российской империи. Особенно крупными были французские инвестиции в горно-металлургическую промышленность Донецко-Криворожского бассейна. Желание обеспечить возврат инвестированных в российскую промышленность французских капиталов толкали Францию на непросчитанные наперёд действия.

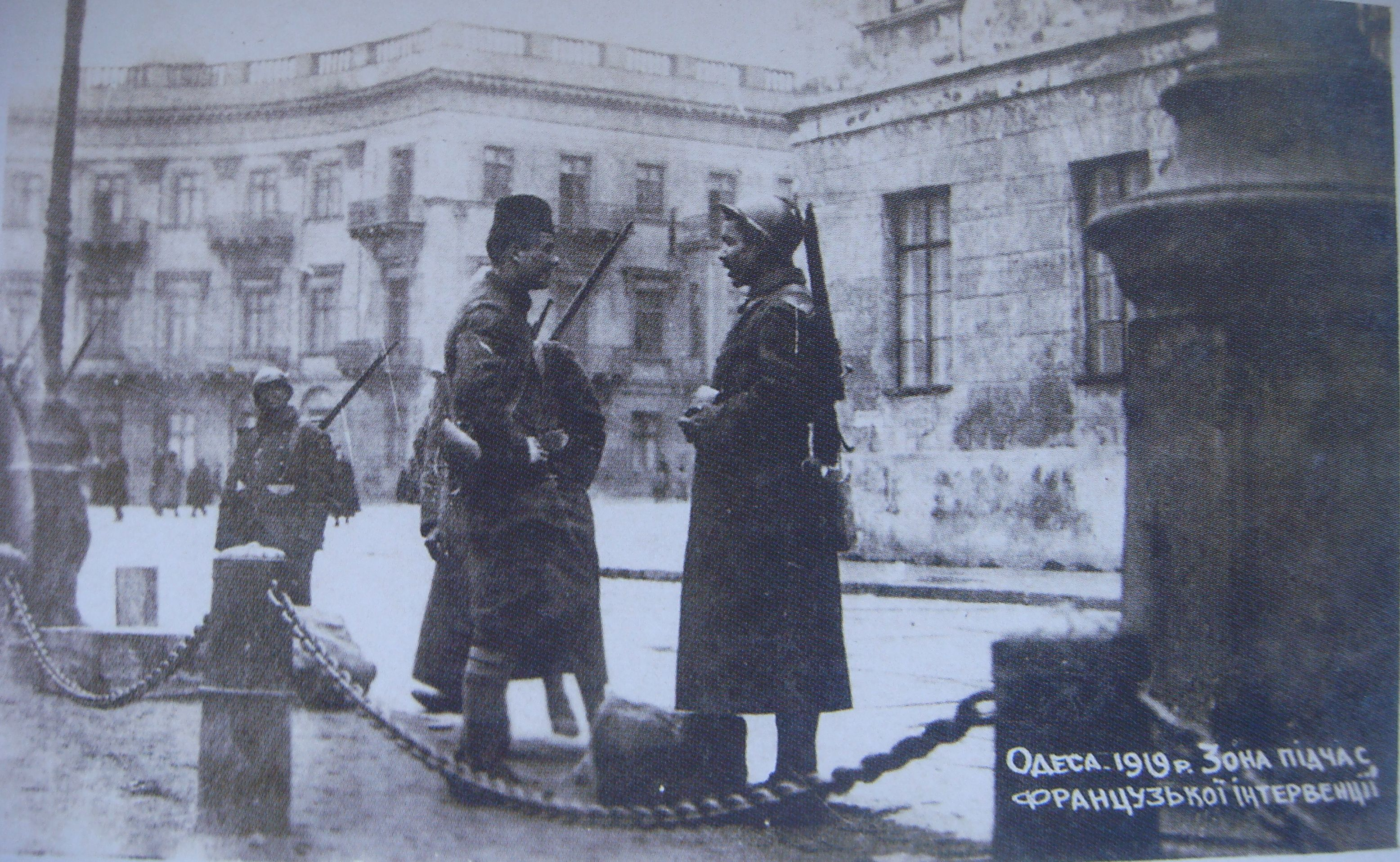
Французские патрули охраняют французскую зону Одессы, ограниченную портом и Николаевским бульваром. Зима 1918—1919 годов

После капитуляции Османской империи и открытия Черноморских проливов у союзников появилась возможность ввести на Чёрное море свой флот. В декабре 1918 года в Одессу морем и сухопутным путём из Румынии прибыли первые воинские контингенты Антанты и её союзников. Союзники вводили воинские контингенты в регион, не имея чёткого плана кампании и не принимая во внимание местные политические особенности, в силу того, что они им были просто-напросто неизвестны. В то же время правительства Великобритании и Франции столкнулись с критикой курса на вооружённое вмешательство в «русские дела» со стороны оппозиции в собственных странах. Президент США Вудро Вильсон также высказывался против вооружённой интервенции. 13 декабря 1918 года Клемансо писал генералу Жанену: «План Союзников не носит наступательного характера. Он лишь предусматривает не дать доступа большевикам к Украине, Кавказу и Сибири, где организовываются российские силы, выступающие за порядок. Таким образом, главная цель — установить и поддержать оборонительный фронт перед этими регионами. …наступательные действия против большевизма… будут проведены впоследствии силами самих русских».
К февралю 1919 года общая численность воинских контингентов Антанты в Новороссии и Крыму была доведена до 60 тысяч человек. Однако союзнические войска вглубь территории Украины не продвигались, ограничиваясь контролем крупных городов в узкой прибрежной зоне. Среди воинских контингентов росли антивоенные настроения — солдаты, особенно французские, уставшие после четырёхлетней мировой войны, не понимали целей, с какими они прибыли участвовать в русской гражданской войне.
Между тем окончание Первой мировой войны создало новую геополитическую ситуацию, с вызовами которой пришлось считаться странам-победительницам. Воинские формирования Антанты в черноморском регионе, которые военное командование планировало направить на Украину, стали поэтапно направляться на решение этих новых задач: усмирение венгерских волнений в Трансильвании, передаваемой Румынии, и голодных бунтов в центральной Румынии; раздел Османской империи потребовал значительных воинских контингентов, которые нужно было направить в Сирию и держать в Константинополе, так как там существовала угроза турецких восстаний, направленных против победителей; угроза начала новой войны между Грецией и Турцией требовала также наличия под рукой флота и воинских контингентов. Вследствие всего этого генерал Бертело заявил, что свободных сил для Одессы у него нет и что проводившаяся в Северном Причерноморье политика не предусматривала активных военных действий. Союзники же считали, что для ведения активных успешных действий против большевиков воинские контингенты союзников должны достигнуть по меньшей мере 150 тысяч солдат.
Советское руководство мастерски использовало тактику заявлений о миролюбии с одной стороны, и тайной подготовки к агрессии с другой. Оно приняло решение о наступлении на Украину как только из неё начали выводиться австрийско-германские войска. В конце ноября 1918 года пленум РКП(б) принял решение объявить Южный фронт главным фронтом Советской республики. 4 января 1919 года был образован Украинский фронт. Одновременно ставилась задача поднимать пробольшевистские и анти-украинские восстания внутри Украины. Проводилась антивоенная и большевистская обработка воинских контингентов союзников. Официально же большевистские лидеры завили, что Советская Россия в обмен на мир со странами Запада готова признать долги предыдущих российских правительств, прекратить политику, направленную на разжигание мировой революции, не вести никакие военные действия против иных политических режимов, возникших на развалинах Российской империи, предоставить всем нациям, населяющим бывшую Империю, право на самоопределение и даже согласна на установление государственных границ по существовавшим на тот момент линиям фронтов Гражданской войны.
17 февраля 1919 года США заявили о намерении вывести все американские воинские контингенты из России. 4 марта 1919 года правительство Великобритании приняло решение о выводе английских войск с Севера России и из Закавказья.
К весне 1919 года Добровольческая армия, нанеся Советской власти ряд военных поражений и получив политическую поддержку союзников, заняла значительные территории Юга России и была реорганизована в Вооружённые силы на Юге России, претендующие не только на военную, но и на гражданскую власть на контролируемых территориях.

## Ситуация в Одессе

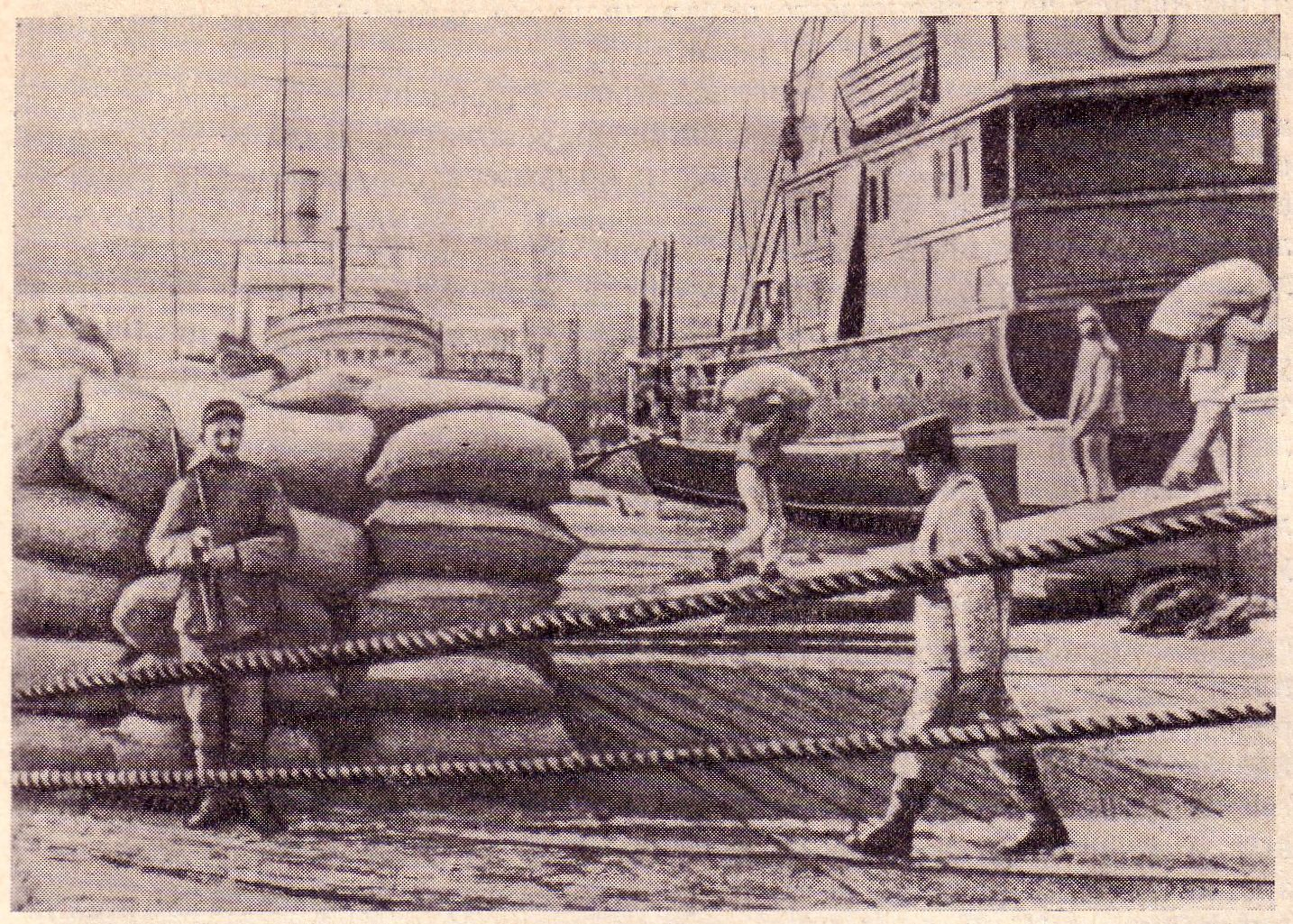
Экспортная торговля. Погрузка местного зерна на суда в Одесском порту под охраной войск Антанты. Начало 1919 года

### Центр российской эмиграции. Экономические бедствия населения
Ситуация в Одессе весной 1919 года была следующей: высшие классы российского общества, бежавшие сюда от большевиков в течение всего 1918 года, пополнились теми, кто сумел выбраться из Киева и других городов Украины, спасаясь от петлюровцев. Значительное число безработных чиновников, офицеров без должностей и заработков, спекулянтов всех мастей переполняли Одессу, создав сильный квартирный и продовольственный кризис. По данным пятнадцати профессиональных союзов Одессы на 1 января 1919 года безработица составляла 67.6%. Отсутствие заработка толкало рабочих в лагерь революционеров. При этом рабочие и низы населения мечтали о её приходе и представляли благодарную почву для большевистской пропаганды и агитации
В Одессе действовали отделения всероссийских партийных объединений и общественных групп (Союз возрождения России, СГОР, Национальный центр, Совет земств и городов Юга России и другие). Все они, за исключением Южнорусского национального Центра, подвергали Добровольческую армию и её местную администрацию ожесточённой критике, находясь к ней в оппозиции. Одесская городская дума, пользовавшаяся большим влиянием в городе, была социалистической по своему составу — из 120 гласных Думы представителей различных социалистических партий было до 2/3. Так же обстояло дело и в Центральном комитете одесских профсоюзов — Центрпрофе — он находился под контролем меньшевиков и эсеров. Социалисты находились в оппозиции к Добровольческой армии, считая её реакционной, и резко критиковали её одесских представителей. Такая позиция русской общественности приводила французскую администрацию в недоумение, создавая видимость того, что Добровольческую армию не поддерживают и сами русские.

### Преступность
Большой проблемой Одессы того периода была криминальная обстановка — Одесса всегда была одним из центров преступности, но в описываемое время преступность достигла крайнего предела. Уголовники, среди которых было также множество иногородних преступников, нападали на магазины, склады, квартиры и прохожих как ночью, так и среди белого дня. Военный губернатор Одессы Гришин-Алмазов сказал корреспонденту газеты «Одесские новости»:131: 

Одессе в наше безумное время выпала исключительная доля: стать убежищем всех уголовных знамён и главарей преступного мира, бежавших из Екатеринослава, Киева, Харькова. В Одессе полицейский аппарат, со всеми его вопиющими недостатками, порождён гнилой гетманской властью…
Война с преступностью напоминала военные действия, со стороны властей использовались войска, броневики, широкомасштабные облавы. Законные меры воздействия не приносили желаемого результата и градоначальнику генералу В. А. Маркову пришлось прибегать к мерам чрезвычайным: грабители, застигнутые на месте преступления, расстреливались, а кроме того, чинам сыскной полиции было разрешено известных грабителей убивать просто при встрече. Особенно много хлопот полиции доставляла банда Мишки Япончика, который также объявил, что его «бандитская армия» вела войну против властей. Неспособность местных властей и иностранной военной администрации справиться с криминалитетом подрывало доверие жителей и к тем, и к другим. Криминогенной обстановкой воспользовалось в собственных целях революционное подполье — произошло сращивание революционеров с бандитами, которое историк В. Р. Савченко назвал «уникальным».

### Перемены во французском командовании и смена политического курса, проводимого французской администрацией
Командование прибывших в Одессу воинских контингентов с трудом разбиралось в русской политической обстановке.
В марте 1919 года французский военный консул Одессы Эмиль Энно, искренний друг дела Добровольческой армии и противник «самостийности Украины» был отозван во Францию. Прибывший с первыми подразделениями войск союзников в декабре 1918 года французский генерал Бориус, не вмешивающийся в местные дела и всецело доверявший советам консула Энно, был в январе 1919 года сменён командующим вооружёнными силами союзников в Новороссии генералом Д’Ансельмом. В феврале 1919 года французское командование возложило на него руководство «всеми вопросами военной политики и администрации» в одесском регионе. С этого момента проводимая французами политика в отношении местных властей стала всецело зависеть от нового командующего. По предположениям многих современников и ряда исследователей этого периода одесской истории, истинным автором проводимой французским командованием политического курса был начальник штаба генерала Д’Ансельма Анри Фрейденберг, который среди французского командования считался специалистом по местным делам, так как был одесситом, рождённым в смешанном франко-еврейском браке.
Французское командование полагало, что прежде чем начинать военные действия против большевиков нужно организовать в крае какую-то власть. Однако все его попытки организовать такую власть в Одессе встречали противодействие командования Вооружённых сил на Юге России (ВСЮР), а местные русские политические группы, к разочарованию французов, договориться с собой не могли, ведя друг с другом политическую борьбу. Французы начали переговоры с представителями Украинской директории. Неприятие Директории Командованием ВСЮР, отсутствие у него гибкости в политических вопросах привело к тому, что французское командование разочаровалось в белых как в государственной власти. Фрейденберг утверждал, что добровольцы, подобно французским аристократам-эмигрантам начала XIX века, «ничего не забыли и ничему не научились» и поэтому «их армия не может иметь успеха». Ещё одной причиной негативного отношения французов к деникинцам было политическое соперничество между союзниками — Добровольческая армия считалась детищем англичан, французы не желали её усиления в регионе и по этой причине. Отказавшись от сотрудничества с белыми, французское командование лишилось поддержки русских национальных сил в регионе. Прочной замены им французами найдено так и не было.

### Перемены в управлении Одессой

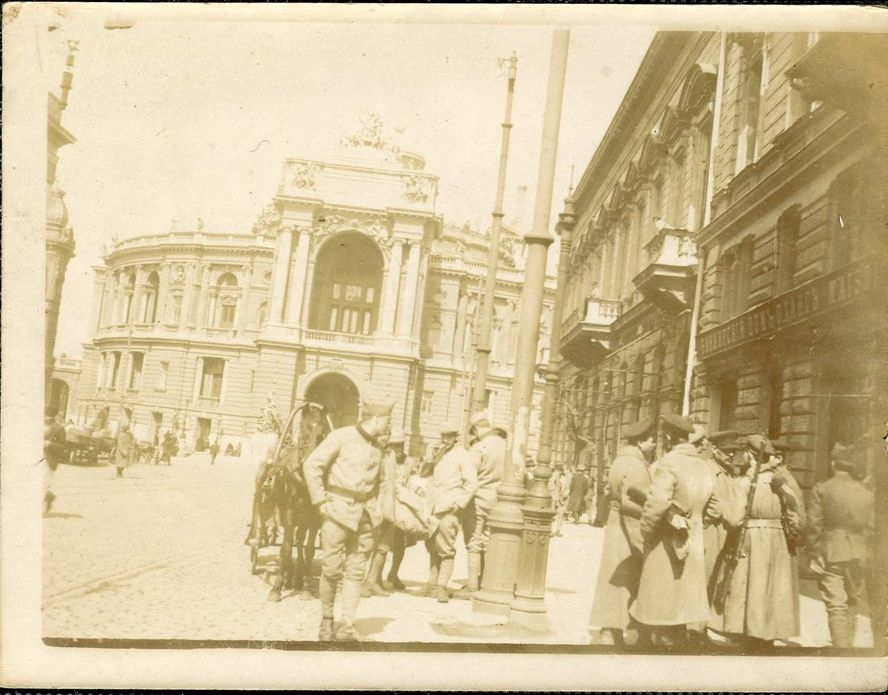
Вид Ришельевской (угол Дерибасовской) улицы. На заднем плане здание Одесского оперного театра. Почтовая открытка. Предположительно весна 1919 года

Новое французское военное командование решило изменить систему русского гражданского управления в Новороссии, сделав его более послушным французам и совершенно отмежеваться от лиц, назначенных в Одессу руководителем Добровольческой армии. Французами была сконструирована должность «Главнокомандующего Одесским районом» и на неё был приглашён генерал-лейтенант А. В. Шварц, находящийся в Одессе. Генерал Шварц принял приглашение французов, не поставив в известность об этом генерала Деникина. Назначить генерала Шварца генерал-губернатором 7 (20) марта 1919 года в Одессу лично прибыл генерал д’Эспере. Генералам Гришину-Алмазову и Санникову, назначенным генералом Деникиным, было приказано французами немедленно, в течение 24 часов, покинуть Одесский район. Оба выехали в Новороссийск первым же попутным пароходом.
При Главнокомандующем был образован орган гражданского управления краем — Совет (Комитет) обороны и продовольствия — с совещательными правами и составленный из политиков левокадетского толка. В Совет обороны вошли: Д. Ф. Андро, социалист-революционер П. М. Рутенберг, Ильяшенко, одесский городской голова М. В. Брайкевич и ещё несколько лиц. Доминирующую роль в совете играл Рутенберг. Андро, бывший при власти гетмана Скоропадского Волынским губернатором, был ловкой, энергичной личностью, с оттенком авантюризма. При гетманской власти он уверял, что он настоящий украинец, во французской Одессе — что он чистокровный француз, потомок де Ланжеронов, и, добавив к своей фамилии де Ланжерон, стал Андре де Ланжероном.
Хотя, как писал историк Савченко, ко времени визита д'Эспере в Одессу, французское руководство уже определилось с эвакуацией своих войск из региона, д'Эспере обещал генералу Шварцу увеличить, перебросив сюда дополнительные контингенты, военное присутствие Франции и союзников в регионе; сообщил о решении французского правительства сделать из Одессы центр общерусской власти; создать местное краевое Юго-Западное правительство и местную вооружённую силу — Народную Юго-Западную армию, состоящую из французских офицеров и солдат, набранных из местного населения. Савченко назвал такие обещания д'Энсельма «блефом».

### Идея «бригад-микс»
Французское командование запретило Добровольческой армии проводить мобилизацию в одесском регионе. Вместо этого оно решило формировать местные вооружённые силы, построенные по принципу «бригад микст», то есть смешанных частей, в которые должны были войти наёмные рядовые из числа местных жителей и французские офицеры. Возникновение таких частей, не подчиняющихся русскому военному командованию, привело бы к господстве французов на белом Юге, что с точки зрения командования Добровольческой армии было недопустимо. Белые видели, что союзники стремились получить от интервенции максимальную материальную выгоду и были раздражены тем, что политика Антанты в отношении России напоминала колониальную. Главнокомандующий справедливо опасался французской оккупации Одессы, противодействуя всем попыткам французов добиться политического преобладания в Одесском районе. В. В. Шульгин вспоминал: «… я имел доверительный разговор с Фреденбергом, начальником штаба. Он настаивал, чтобы образовать смешанные единицы — французов и русских, объясняя, что такие смешанные комбинации французов с Румынами были удачны. Я сказал ему, что, как бы то ни было, Деникин вряд ли согласится на это».
Ещё одним опасением Деникина было то, что под прикрытием «краевых правительств» и созданием «региональных армий» могли быть реализованы планы расчленения России, в то время как белые боролись за возрождения «Единой и Неделимой России». Деникин активно препятствовал созданию таких частей. В частности он пригрозил военным судом записывающимся в такие бригады. Создание этих формирований застопорилось.

### Революционное подполье
Советская Россия не жалела средств на подрывную работу среди иностранных воинских контингентов. Большевики развели в Одессе бурную подпольную деятельность, имевшую целью поднять в Одессе вооружённое восстание местных рабочих, к которому должны были бы присоединиться и иностранные военнослужащие. Иностранная коллегия в Одессе состояла из французской, греческой, сербской, польской и румынской секций. В. Шульгин вспоминал:

Трудно себе представить, какую бешеную энергию, развели большевики, которых было сколько угодно в Одессе… чтобы разложить французские батальоны. Они жужжали им в уши, солдатам и офицерам, всегда одно и то же: что революция в России есть истинно народное, демократическое движение; что Добровольческая армия есть комплот реакционеров, и что помощь им со стороны демократической Франции вопиёт к небу! Эта пропаганда имела тем больший успех, что французам ужасно хотелось верить, т. к. отказ от этого предприятия, т. е. интервенции, значило бы - ехать домой
В заброшенной каменоломне разместили подпольную типографию, и наладили выпуск газеты «Коммунист» на русском и французском языках (тираж только франкоязычной версии газеты доходил до 7 тыс. экземпляров). Нередко в ней печатались письма французских солдат и матросов, жаловавшихся на свою нелёгкую долю. По ночам в городе расклеивались большевистские листовки, призывавшие солдат к открытому бунту против офицеров. Большевики в столовых, чайных и трактирах вели почти беспрепятственную агитацию среди войск интервентов. Иностранная коллегия добилась заметных успехов в разложении матросов французской эскадры, в то время как солдаты в большинстве своём оставались верны присяге.
Кроме большевиков агитацию среди военнослужащих Антанты вели и другие революционные партии: левые эсеры, боротьбисты, максималисты; своё «Иностранное бюро» создали анархисты, издававшие на французском языке газету «Последний бой» (кроме агитации они устраивали и теракты). Атаман Григорьев, наступающий на Одессу, передавал одесским подпольщикам денежные средства. Историки отмечали успехи, достигнутые революционерами в деле разложения иностранных войск.

## Боевые действия
28 февраля (13 марта) 1919 года, после того, как союзники после упорных и кровопролитных боёв сдали войскам атамана Григорьева Херсон и Николаев, Одесса была объявлена на осадном положении и в руки генерала Д'Ансельма перешла вся полнота власти в регионе.
5 (18) марта 1919 года после торжественного молебна, совершённого Митрополитом Платоном на Соборной площади, Одесская стрелковая бригада выступила на фронт. Ей был поручен участок от Черноморского побережья в районе Очакова до железнодорожной линии Одесса — Николаев. Далее на север позиции занимали французские, греческие и польские войска.

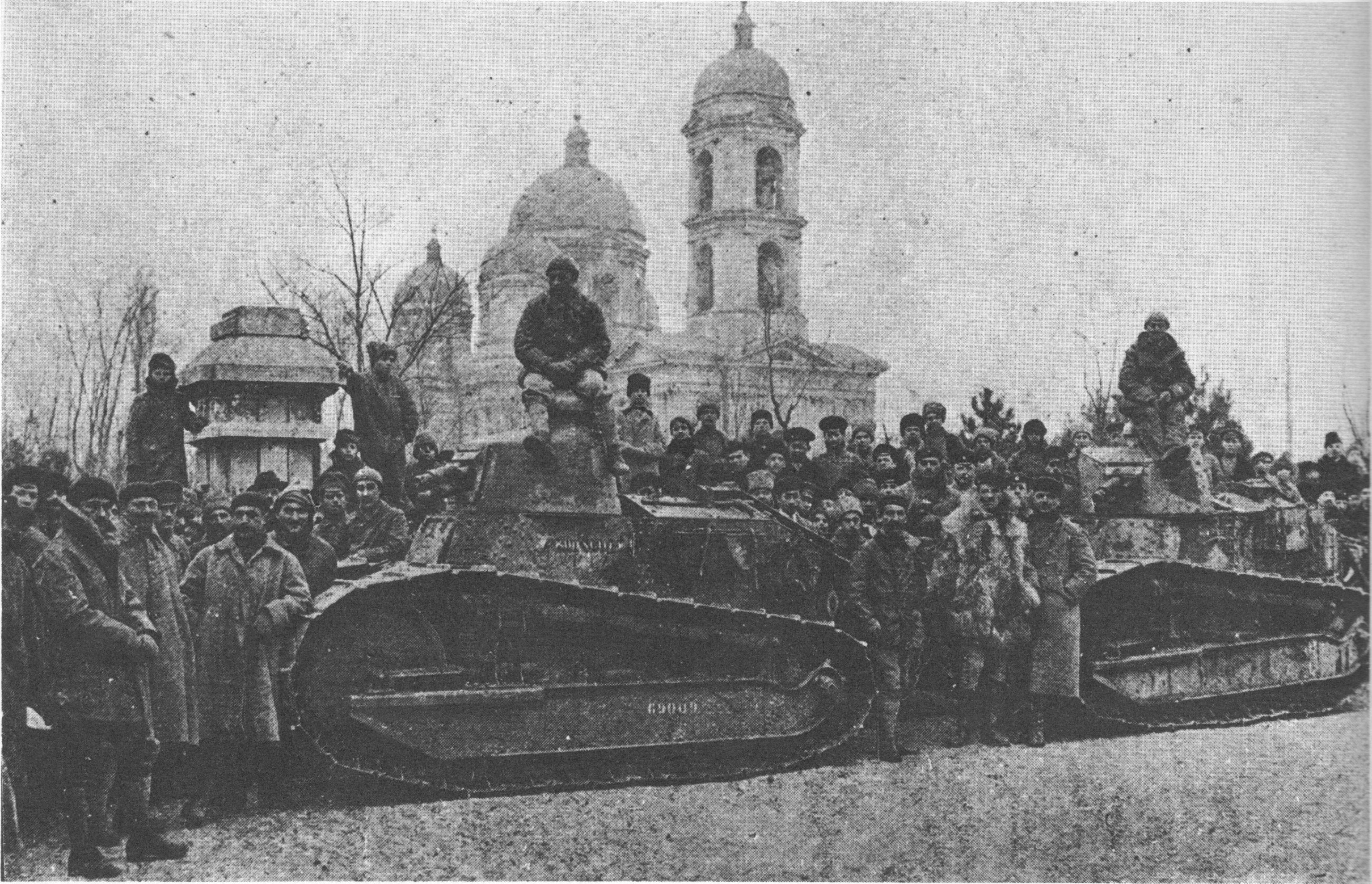
Французские танки и местные жители

Одной из возможных причин пассивности и низкой эффективности боевых действий бригады Тимановского историк Савченко считал то, что узнав о «перевороте» в управлении Одессой совершённом французами — об удалении генералов Гришина-Алмазова и Санникова, о назначении диктатором одесского района генерала Шварца, о подчинении всей власти в регионе французскому командованию — офицеры бригады посчитали себя обманутыми, а интересы России и Добровольческой армии, за которые они сражались, — униженными. Это вызвало апатию и нежелание сражаться за «французские интересы», дезертирство части военнослужащих и даже пожелания военного поражения французов от большевиков. 

## Причины эвакуации
Историки, изучавшие одесские события, указывали, что неудача французской политики и, как следствие, эвакуация войск Антанты из региона, произошли из-за целого комплекса причин, но одними из основных были непоследовательность и половинчатость французской политики в отношении Белого движения и те худшие качества русских политических и общественных групп, которые из-за своей неспособности договориться между собой фактически способствовали торжеству большевизма в регионе. Французское военное командование ещё на этапе подготовки операции не имело ни чёткой политико-идеологической программы помощи, ни плана дальнейших действий, а уже введя войска в регион, так и не смогло разобраться в особенностях и тонкостях местной политической обстановки, определиться с выбором местных сил, на которые опереться, создать материальную инфраструктуру и провести эффективную агитационную и идеологическую кампанию, обосновывающую для местного населения цели присутствия иностранных войск. Соперничество и даже открытая вражда местных политических групп и течений, неспособных объединиться для борьбы с общим врагом — большевизмом, создало у французов впечатление обречённости их усилий по построению крепкой местной власти, а значит бесперспективности их присутствия в регионе. Сам генерал д'Эспере в своих воспоминаниях перекладывал ответственность за неудачу компании на собственных начальников, которые своей опорой в регионе сделали «реакционные элементы, связанные со старым порядком».

### Международная обстановка

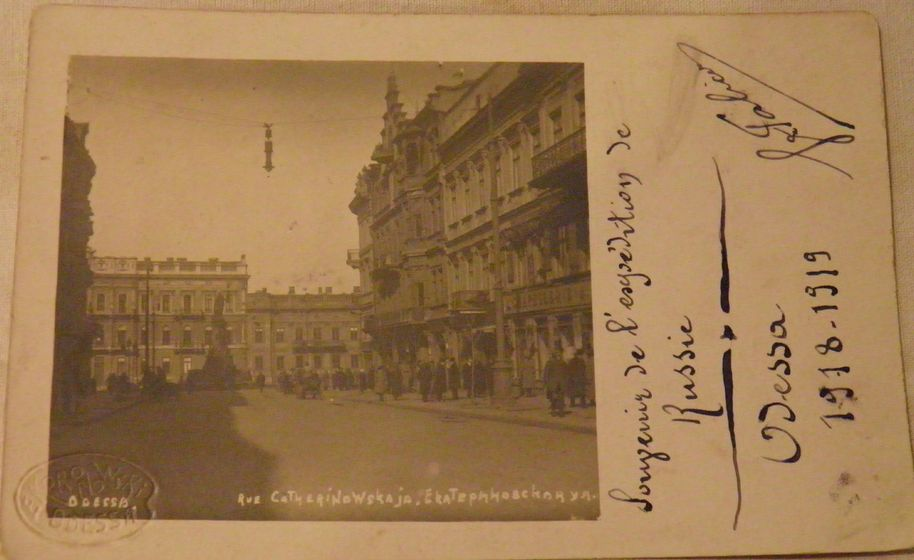
Почтовая открытка времён интервенции с видом на Екатерининскую площадь с Екатерининской улицы

В марте 1919 года международная обстановка серьёзно изменилась. Красная армия вела успешное наступление как против армии УНР, вытеснив её с Левобережной и Центральной Украины, так и против Добровольческой армии, увязнувшей в Каменноугольном бассейне. 21 марта 1919 года началась революция в «тылу» у интервентов — в Венгрии. На следующий день после получения известий о революции, были перехвачены сообщения с планами похода Красной армии на Будапешт через Румынию для соединения с восставшими. Эти события всерьёз обеспокоили союзников, которые начали составлять планы обороны от советского вторжения по линии реки Днестр. Хотя дипломатические представители Франции в Константинополе докладывали генералу д'Эспере, что политическая ситуация в регионе благоприятна для французов, последний телеграфировал премьеру Клемансо и маршалу Фошу, что ситуация на Юге России, ввиду установления советской власти в Венгрии, может только ухудшаться и он опасается, что коммунистические власти Венгрии могут начать враждебные действия против войск союзников, а также того, что «большевистская зараза», как уже было в случае революций в Германии и Венгрии, может быть занесена во Францию вместе с возвращающимися из региона военнослужащими, распропагандированными большевиками.

### Настроения командования экспедиционных сил и его доклады своему начальству
Французское командование в одесском районе неверно оценивало собственные ресурсы и переоценивало силы большевиков. 12 марта 1919 года, после потери Херсона и Николаева, генерал Бертело направил премьеру Клемансо телеграмму, в которой впервые поставил вопрос о возможной эвакуации сил союзников из Одессы, «в которой военная диктатура игнорирует права человека». 16 марта 1919 года вернувшийся во Францию из Одессы полковник Жермен составил отчёт, в котором писал, что местное население относится к интервентам враждебно, поэтому Одессу нужно оставить, а войска союзников отвести на линию реки Днестр, где создать линию обороны от надвигающихся армий большевиков.
Партизанская война, отвергающая обычные правила ведения войны, с которой столкнулись французы на всех участках одесской обороны, особенно во время кровопролитных боёв за Херсон и Николаев, когда восставшие рабочие и части атамана Григорьева не щадили сдавшихся в плен, ужаснули французов. Французское командование опасалось, что восстание, подобное николаевскому и херсонскому, может повториться и в Одессе. Уже после начала эвакуации, 4 апреля 1919 года, генерал д'Эспере в докладе премьеру Клемансо называл главной причиной неудач интервенции враждебность местного населения.
Французское командование полагало, что сохранившиеся на Украине германские гарнизоны заключили с большевиками тайный союз и снабжают григорьевцев вооружением и боеприпасами, а также обучают советские войска современным приёмам войны. Боязнь участия германских военных в войне на стороне большевиков была в числе факторов, внушавших французам сомнения в успехе вооружённой борьбы вплоть до самой эвакуации Одессы. Когда 7 (20) марта 1919 года в Одессу прибыл генерал д’Эспере, генерал д'Ансельм и полковник Фрейденберг нарисовали ему пессимистическую картину перспектив обороны одесского района: по их словам на Одессу надвигались объединившиеся силы атамана Григорьева и местных партизан числом в 30—40 тысяч (в действительности 5—7 тысяч); в Одессе собралось до миллиона едоков (в действительности было 600—620 тысяч) которые, если их не будут кормить, «поднимут на ножи» самих французов; 150 тысяч одесских рабочих (в действительности 20—40 тысяч) объединены в профсоюзы, получающие команды из Советской России, смогут по сигналу из Москвы начать вооружённое восстание в самой Одессе, в котором примет участие до 50 тысяч рабочих; местное население «привыкло бунтовать по всякому поводу» и ненавидит силы союзников; большевизм — это народное движение, а большевистские войска — это пример войск революционной Франции по свои моральным качествам. На следующий день д'Эспере послал письмо генералу Деникину, в котором были такие строки: «Я застал в Одессе положение весьма серьёзное, вследствие недоразумений, царящих между различными властями, в то время, как враг стоит у ворот города. Такое положение продолжаться не может…», а 23 марта 1919 года послал телеграмму в Париж, в которой предлагал «ликвидировать вмешательство» и отвести войска в Бессарабию.

### Политическое решение Антанты и Французского правительства
14 марта 1919 года в США из Москвы после тайной встречи с Лениным вернулся личный посланник американского президента В. Буллит, привёзший с собой текст предложения большевиков, в котором они обещали выплатить долги России по обязательствам добольшевистских правительств, признать все существующие де-факто правительства, образованные на территориях бывшей Российской империи, и не вести против них никаких военных действий. Эти обещания, в случае их выполнения, делали присутствие воинских контингентов союзников в Северном Причерноморье бессмысленным. Совет четырёх Верховного совета Антанты 27 марта 1919 года во время проведения Парижской мирной конференции принял решение об эвакуации союзных войск из Одесского региона. 29 марта 1919 года Клемансо (по совместительству занимавший пост военного министра) издал директиву об оставлении Одессы и отводе войск союзников на линию Днестра, а маршал Фош объявил во французском парламенте, что «с сего дня ни один французский солдат больше не будет отправлен в Россию, а те, кто сейчас служат там, будут возвращаться». 3 апреля 1919 года кабинет Клемансо был отправлен в отставку. Французская Палата депутатов отказала в продолжении кредитования французских военных операций в России. В эти же дни Антанта практически без малейшего сопротивления сдала Крым в ходе Крымской эвакуации (1919) и Приазовье наступающим Украинским советским войскам П. Е. Дыбенко.

### Альтернативные версии
В исторической литературе встречаются различные версии, объясняющие столь поспешную эвакуацию Одессы результатом тайных операций или «еврейских влияний». Общим в этих версиях является то, что согласие французов на уход из Одессы было якобы «куплено ценою многих миллионов». Исследователь Андрей Рогачевский привёл воспоминания представителя одесской гражданской власти при французском военном контингенте Владимира Майбородова, изданные в 1925 году, который писал, что эвакуация состоялась из-за влияния певицы-еврейки Изы Кремер на генерала д'Ансельма, который был ею «очарован».
В ноябре 1918 года по заданию ВЧК на Юг России, во французскую зону оккупации, из Москвы отбыли члены Иностранной коллегии ВЧК, в частности, Жанна Лябурб, Мишель Штиливкер и другие. Предпочтение отдавалось свободно владеющим французским языком.
Также 28 декабря 1918 под псевдонимом «Шарль» в Одессу из Москвы был направлен на подпольную работу чекист француз Жорж де Лафар.
Задание Лафару от начальника ОСО (Особого отдела ВЧК) Михаила Кедрова было следующим:

1) Используя его старую легенду [дворянин, поэт, переводчик, богема], переданные ему выходы на Одессу («Мирограф» и «Калэ»), а также рекомендацию Виллема — внедриться в одно из штабных учреждений поближе к главному французскому командованию.

2). Установить изнутри стратегические намерения союзников, их конечную цель, территориальные притязания. Соотношения сил французов, англичан, добровольцев, петлюровцев, галичан. Взаимовлияние. Разведки, контрразведки (что сможет).

3). Выяснить все возможные пути невоенного прекращения интервенции. Тайные пружины, которые могли бы повлиять на быстрый её исход с территории юга…
В январе 1919 Лафар устроился переводчиком в штабе экспедиционного корпуса Антанты в Одессе у полковника Анри Фрейденберга и активно начал выполнять задание. «Невоенное прекращение интервенции» было последним и главным его пунктом.
Через знаменитую русскую киноактрису Веру Холодную активно воздействовал на Фрейденберга с этой целью (актриса, возможно, была отравлена белыми именно согласно перехваченному «Азбукой» второму донесению Лафара (о ней).
Начальник штаба оккупационных сил Антанты был влюблён в симпатизировавшую большевикам Веру Холодную («красную королеву» по мнению «Азбуки» В. Шульгина), с которой неоднократно встречался. Их отдельные кабинеты в «Доме артистов» в Одессе находились рядом. Например, одесская газета «Вечерний час» № 61 за 12 сентября 1919 года писала о «чарующей, обаятельной королеве экрана» Вере Холодной, «украшавшей одну из лож театра — кабаре в одесском „Доме артиста“»… «прекрасной совратительнице, …загипнотизировавшей того, в руках которого была власть и сила», в результате чего союзники спешно эвакуировались из Одессы.
По мнению писателя Н. Брыгина, в марте 1919 года Лафар (сам либо через французского консула Георгия Виллема) передал весьма большую взятку Фрейденбергу от ВЧК («Сумма есть сумма» — сказано в донесении де Лафара в Петроград) именно за прекращение союзной интервенции на Юге России и быструю эвакуацию войск Антанты из Одессы (что и произошло 4 — 7 апреля 1919 г.) По мнению официальной советской историографии, эвакуация союзников была «панической» (за трое суток).
После эвакуации в оккупированном Антантой Константинополе Фрейденберг сразу же (на время) вышел в отставку и открыл свой банк.
19 апреля разгневанный премьер-министр Франции Жорж Клемансо приказал разобраться в деле эвакуации союзных войск с Юга России специальной военной комиссии и направил материалы на полковника Фрейденберга в Верховный военный суд. Комиссия во главе с графом де Шевильи оправдала Анри Фрейденберга. Владимир Гурко, лично знавший Фрейденберга и эвакуировавшийся со штабом генерала Шварца из Одессы в Константинополь, пишет так: «Производивший расследование по делу Фрейденберга граф Шевильи …мне даже говорил, что из произведённого им расследования у него получилось убеждение, что все наветы на Fredemberga ни на чём не основаны, с чем я, однако, позволил себе не согласиться.»

## Ход эвакуации

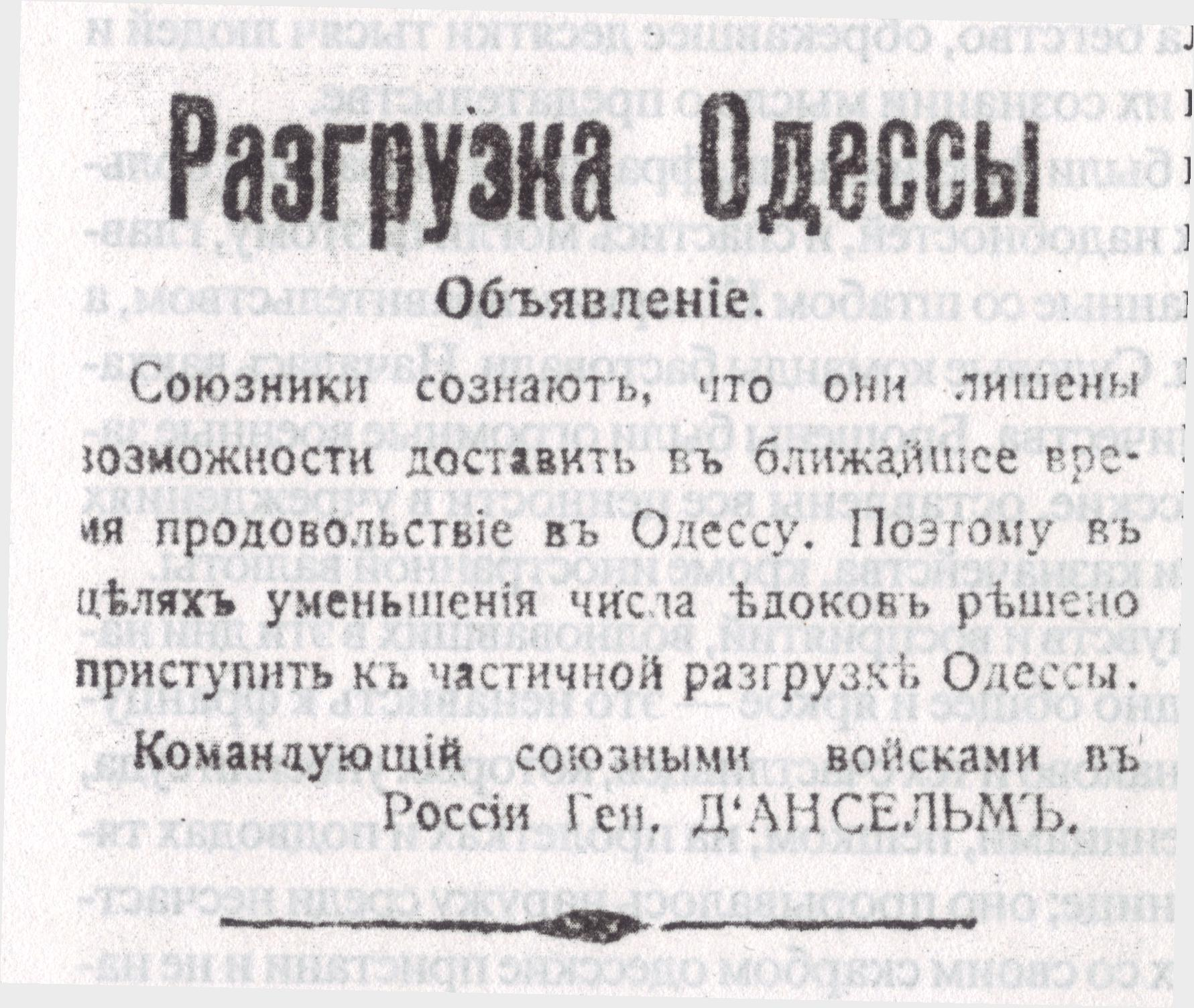
Объявление о начале эвакуации Одессы. 3 апреля 1919

Каковы бы ни были причины, утром 2 апреля 1919 года французский штаб объявил, что Одесса эвакуируется в 48-часовой срок. Одесский городской голова М. В. Брайкевич в своих воспоминаниях «Из революции нам что-нибудь…» писал, что о решении французов он узнал от позвонившего ему утром 2 апреля 1919 года П. М. Рутенберга. В ночь со 2 на 3 апреля французское командование провело встречу с представителями представителей одесского Совета рабочих депутатов на которой были оговорены условия перехода власти в городе от французов к большевикам. Утром 3 апреля 1919 года было срочно созвано совместное заседание совета старейшин Городской думы, делегатов Совета профсоюзов и членов Городской управы, на котором П. М. Рутенберг от имени Комитета оборона Одессы объявил об эвакуации союзников из Одессы.
Эвакуация была затруднена забастовкой русских коммерческих моряков, которые оставили свои пароходы без команд. Ввиду этого около двадцати судов различных типов, в том числе канонерские лодки «Донец» и «Кубанец», были выведены в близлежащее от Одессы природное место безопасной якорной стоянки — Тендровский залив — и там оставлены на якорной стоянке, чтобы не достаться красным в порту. В Константинополь был отбуксирован транспорт-мастерская «Кронштадт», туда же на яхте «Лукулл» ушёл командующий Черноморским флотом адмирал Д. В. Ненюков.

### Список судов, принявших участие в эвакуации
Из Одессы всего было эвакуировано 112 различных судов (так по отчётам, очевидно считая и парусники). В Севастополь ушли несколько тральщиков и транспорт «Шилка», на который перешли и частично заменили его команду собранные ещё ранее на стоявшую в порту с неисправными машинами канонерскую лодку «Кубанец» воспитанники Морского корпуса.
 Франция
- Пароход «Caucasus (Кавказ)» — принял на борт весь русский штаб генерала Шварца и всё гражданское управление Одессы, членов их семей, общим числом до двух тысяч; ушёл в Константинополь. Пассажирам пришлось пробыть на пароходе 13 дней в ужасных антисанитарных условиях, при весьма грубом отношении судовой команды[8]. На «Кавказе» также эвакуировался писатель Алексей Толстой с семьёй[42].

## Итоги

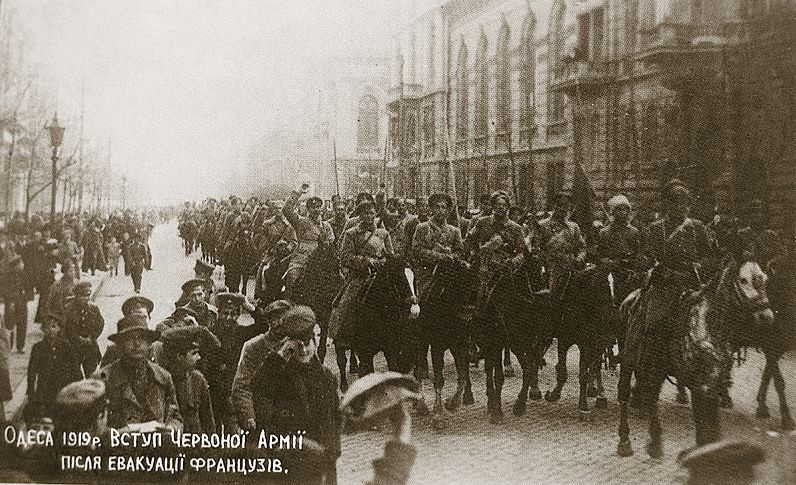
Кавалерийские части атамана Григорьева на улицах Одессы

Вот как описывал вход в Одессу советских войск один из очевидцев: 

…Порт был загромождён брошенными автомобилями, зарядными ящиками, частями машин, на земле валялись куски шёлковой материи, бутылки шампанского, груды консервов и другого добра. В таком «трофейном» [виде] порт перешёл в руки партизан Григорьева… Утром 6-го апреля, когда последние суда отчаливали от берегов Одессы, в город вступили части григорьевцев. Население высыпало на улицу, чтобы увидеть воочию море солдатских голов, лес штыков и т. д. Но каково было всеобщее изумление, когда подошедшими незначительными частями конницы и пехоты исчерпана была вся армия «победителей». Она не превышала 3-х тысяч человек всех видов оружия. Одетые не по сезону (уже было по-весеннему тепло) в папахах и рваных зипунах, на неубранных низкорослых лошадях партизаны поражали своей численностью и несоответствием тому внешнему великолепию, которым ослепляла исчезнувшая только что французско-греческая компания.
Атаман Григорьев 7 апреля 1919 года наложил на одесскую буржуазию контрибуцию в 500 млн бумажных рублей, которую следовало внести не позже 12 часов дня 12 апреля 1919 года. Ещё один очевидец так прокомментировал эти требования: «500 млн рублей… Кажется, если собрать всю имеющуюся в городе наличность, то и тогда не наберётся 500 млн. Ясно, что ни в указанный срок, ни вообще такая сумма внесена быть не может; большевики сами это отлично знают, но хотят, вероятно, иметь удобный повод для репрессий».
Провал французской интервенции в Новороссии дискредитировал идею прямого военного вмешательства держав Согласия в русскую гражданскую войну. Идея интервенции окончательно провалилась. Историк В. А. Савченко писал, что этот провал привёл французское правительство к мысли, что царский долг Франции окончательно потерян. Французское правительство решило, поскольку восстановить единое Российское государство, как гаранта оплаты царских долгов и как восточный противовес потенциально опасной Германии, уже невозможно, поддержать идею создания Великой Польши как союзника против Германии и санитарного кордона между Западом и большевистской Россией.

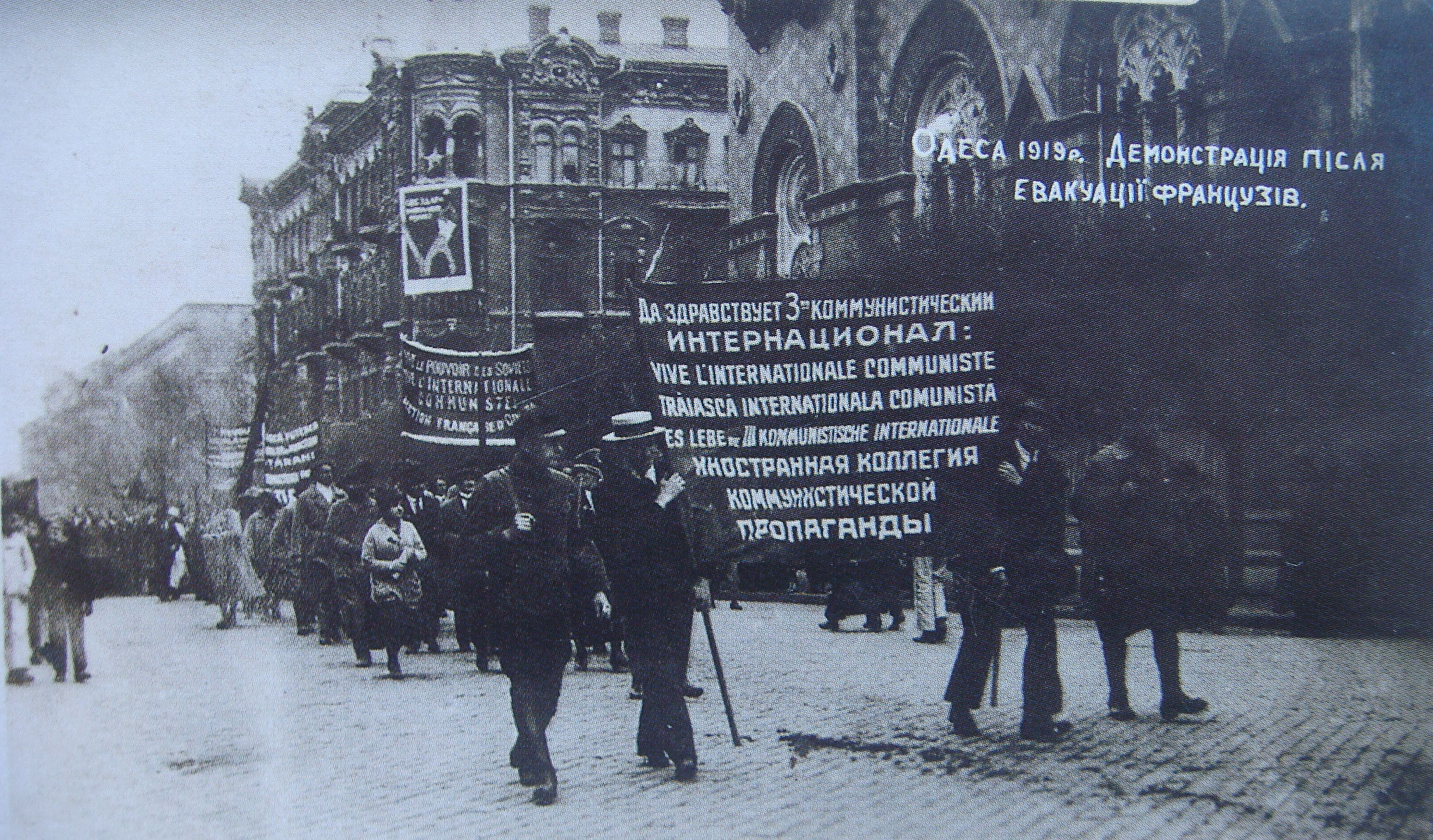
Демонстрация после установления советской власти в Одессе

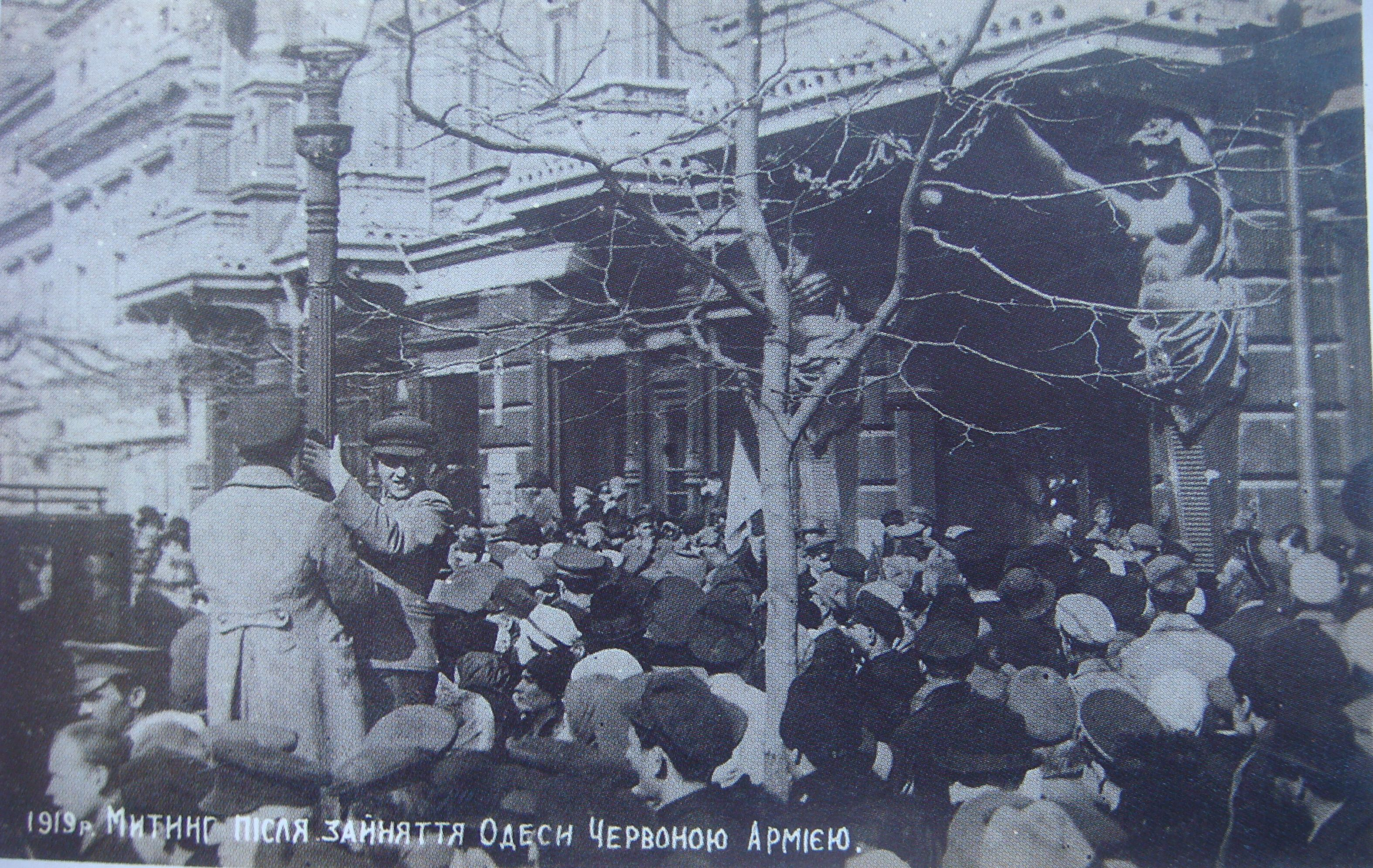
Советский митинг у гостиницы Бристоль

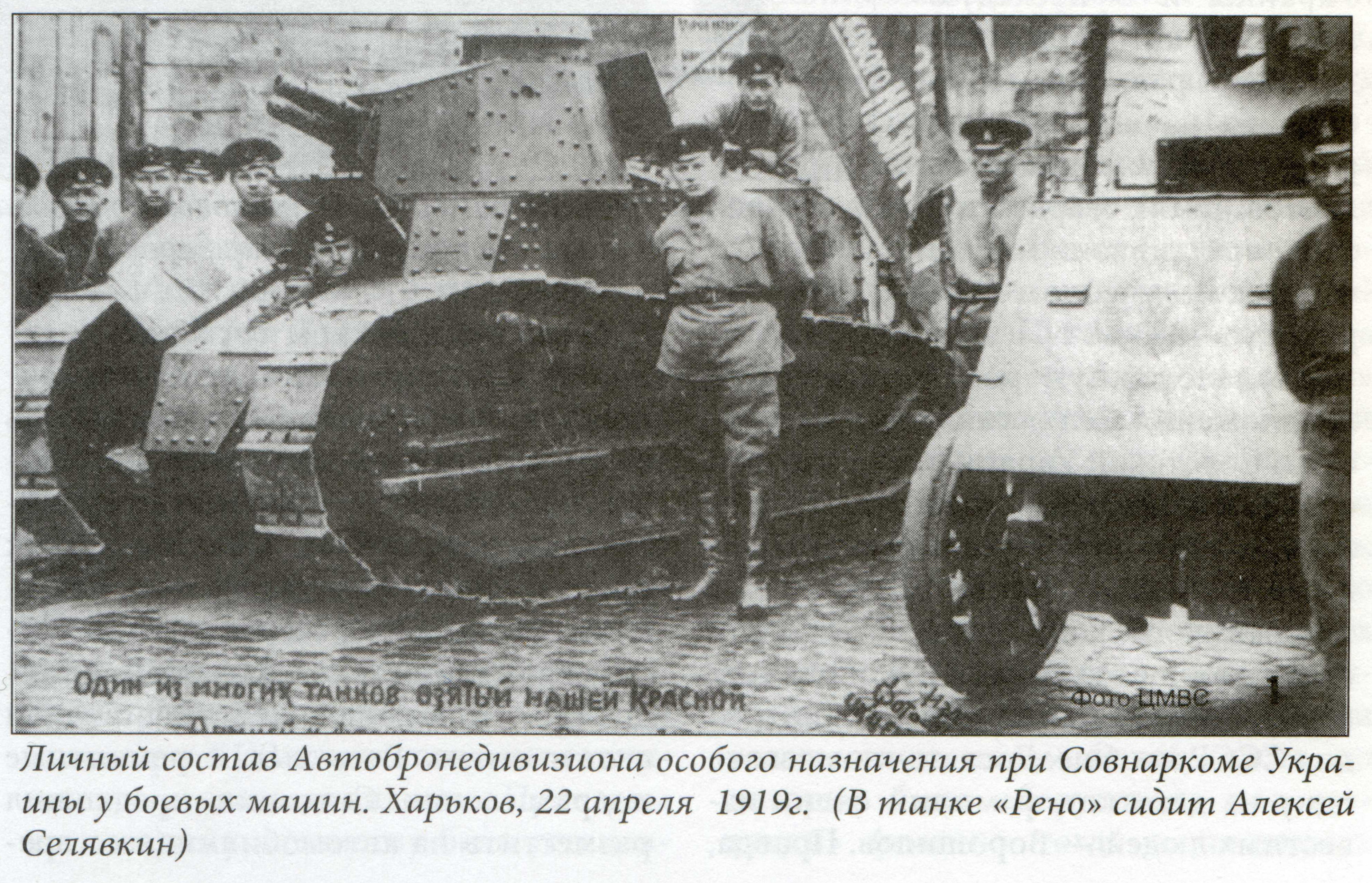
Один из захваченных французских танков в рядах Красной армии

## Комментарии
1. ↑  Французский премьер-министр Клемансо, британский премьер-министр Ллойд Джордж, американский президент Вудро Вильсон и итальянский премьер-министр Витторио Орландо (Рогачевский А. Пинхас Рутенберг в Одессе (по британским архивным материалам) // Всемирный клуб одесситов Дерибасовская — Ришельевская: Одесский альманах : Сборник. — Одесса: Печатный дом, 2007. — Т. 28. — С. 59—75. — ISBN 966-8099-99-0. Архивировано 23 апреля 2013 года.)
2. ↑  «Шилка» — транспорт Сибирской флотилии — была послана Верховным правителем России А. В. Колчаком из Владивостока для связи с генералом А. И. Деникиным и прибыла на Чёрное море с военным грузом в начале 1919 года (Варнек П. А. Образование флота Добровольческой армии // Гражданская война в России: Черноморский флот / Составитель В. Доценко. — 1-е. — М.: ООО «Издательство ACT», 2002. — С. 123—151. — 544 с. — (Военно-историческая библиотека). — 5100 экз. — ISBN 5-17-012874-6)

### Научная и научно-популярная
- Варнек П. А. Образование флота Добровольческой армии // Гражданская война в России: Черноморский флот / Составитель В. Доценко. — 1-е. — М.: ООО «Издательство ACT», 2002. — С. 123—151. — 544 с. — (Военно-историческая библиотека). — 5100 экз. — ISBN 5–17–012874–6.
- Изместьев, Ю. В. 3. Революция // Россия в XX веке. Исторический очерк. 1894 — 1964. — 1-е. — Нью-Йорк: Перекличка, 1990. — ISBN 0-9616413-5-5.
- Лехович, Д. В. Глава XIX. Надежды и разочарования // Деникин. Жизнь русского офицера. — 1-е. — М.: «Евразия +», 2004. — С. 400—431. — 888 с. — 3000 экз. — ISBN 5-93494-071-6.
- Малахов В. П., Степаненко Б. А. Одесса, 1900—1920 / Люди… События… Факты… — 1-е. — Одесса: Optimum, 2004. — 448 с. — ISBN 966-8072-85-5.
- Михайлов В. В., Пученков А. С. Борьба политических направлений в Одессе в дни французской интервенции // Вопросы истории : журнал. — 2012. — № 6. — С. 93—104.
- Рогачевский А. Пинхас Рутенберг в Одессе (по британским архивным материалам) // Всемирный клуб одесситов Дерибасовская — Ришельевская: Одесский альманах : Сборник. — Одесса: Печатный дом, 2007. — Т. 28. — С. 59—75. — ISBN 966-8099-99-0.
- Савченко В. А. Глава четвёртая. Военный конфликт в Северном Причерноморье. Война украинских повстанческих войск против войск Антанты и белогвардейцев (февраль — апрель 1919) // Двенадцать войн за Украину. — 2-е. — Харьков: Фолио, 2006. — 415 с. — (Время и судьбы).
- Савченко В. А., Бутоннэ П. Французское военное присутствие в Одесском районе (декабрь 1918 — апрель 1919): к вопросу о причинах неудач «южнорусской» экспедиции // Юго-Запад. Одессика : Историко-краеведческий научный альманах. — Одесса: Печатный дом, 2012. — Т. 13. — С. 120—185. — ISBN 978-966-389-291-8. Архивировано из оригинала 15 октября 2013 года.
- Файтельберг-Бланк В. Р., Савченко В. А. Одесса в эпоху войн и революций. 1914—1920. — 1-е. — Одесса: Оптимум, 2008. — 336 с. — ISBN 978-966-344-247-1. Архивировано 15 октября 2013 года.
- Цветков В. Ж. Белое дело в России. 1919 г. (формирование и эволюция политических структур Белого движения в России). — 1-е. — М.: Посев, 2009. — 636 с. — 250 экз. — ISBN 978-5-85824-184-3.
- Хазан В. И. Пинхас Рутенберг, Одесса, 1919 год // Мория : Альманах. — Одесса: Друк, 2007. — Т. 7. — С. 276. — ISBN 966-8169-90-4. Архивировано из оригинала 12 октября 2014 года.

### Мемуары и первоисточники
- Деникин А. И., Маргулиес М. С., Брайкевич М. В. Французы в Одессе. Из белых мемуаров. — 1-е. — Ленинград: Красная газета, 1928. — 262 с. — 10 000 экз.
- Глобачёв, К. И. Глава IX // Правда о русской революции: Воспоминания бывшего начальника Петроградского охранного отделения. — М.: Российская политическая энциклопедия, 2009. — 519 с. — ISBN 978-5-8243-1056-6.
- Гурко, В. И. Изъ Петрограда черезъ Москву, Парижъ и Лондонъ въ Одессу 1917—1918 гг. // «Архивъ русской революціи». Берлин, 1924, Т. 15, стр. 5—84.
- Санников А. С. Одесские записки // Вопросы истории : Журнал. — 2001. — № 6. — С. 86—102.
- Шульгин В. В. Французская интервенция на юге России в 1918—1919 гг. (Отрывочные воспоминания) // Публ. и предисл. H. H. Лисового. Домострой. — 1992, 4 февр. — С. 12.
- Черчиль, В. Глава IX. Неоконченная задача // Мировой кризис = The World Crisis 1918—1925. — 1-е. — М.: Госвоениздат, 1932. — 328 p. — 5000 экз.
- Україна. 1919 рік. Капустянский Н. А. Похід Українських армій на Київ—Одесу в 1919 роцi. Маланюк Е. Ф. Уривки зi спогадів. Документи та матеріали / Я. Тинченко. — 1-е. — Київ: Темпора, 2004. — 558 с. — 1000 экз. — ISBN 966-8201-05-1.

### В художественной литературе
- Константин Паустовский. Начало неведомого века. // Москва, Художественная литература, 1970.
- Толстой, А. Н. Похождения Невзорова, или Ибикус. // Москва-Берлин, 1925.